# Kurówka (dopływ Wisły)
Kurówka – rzeka, prawobrzeżny dopływ Wisły o długości 46,96 km i powierzchni dorzecza 395,4 km².

## Przebieg
Rzeka przepływa przez Garbów, Markuszów, Kurów, Końskowolę, Puławy, gdzie uchodzi do Wisły. Prawostronnymi dopływami Kurówki są: Bielkowa i Dopływ spod Dęby, a lewostronnymi: Struga Kurowska, Strumień Olszowiecki oraz ciek wodny bez nazwy.

## Przyroda
Rzeka została w XX wieku poddana licznym zabiegom melioracyjnym. Jej bieg, zwłaszcza górny, od źródeł w Piotrowicach Wielkich do mostu na drodze między Kurowem, a Wólką Nowodworską, uległ wyprostowaniu, co zaowocowało dewastacją koryta. Na silnie zmeliorowanym odcinku założono stawy rybne w Garbowie, Zagrodach, Markuszowie i Olesinie. W 1908 powstała cukrownia w Zagrodach, a w 1940 okupant niemiecki założył garbarnię w Kurowie, z których to zakładów spływały do zlewni uciążliwe ścieki, doprowadzając do całkowitego zaniku ryb w rzece. Po likwidacji cukrowni i uporządkowaniu pozostałej gospodarki ściekowej jakość wód poprawiła się znacząco. W rzece pojawiły się ponownie m.in. pstrągi potokowe.
Rzeka stanowi osobny obwód rybacki w Okręgu PZW w Lublinie.